# Ка де Ферари (Кремона)
Ка де Ферари је насеље у Италији у округу Кремона, региону Ломбардија.
Према процени из 2011. у насељу је живело 14 становника. Насеље се налази на надморској висини од 39 м.